# جایزه آکادمی ژاپن برای فیلم برجسته خارجی زبان

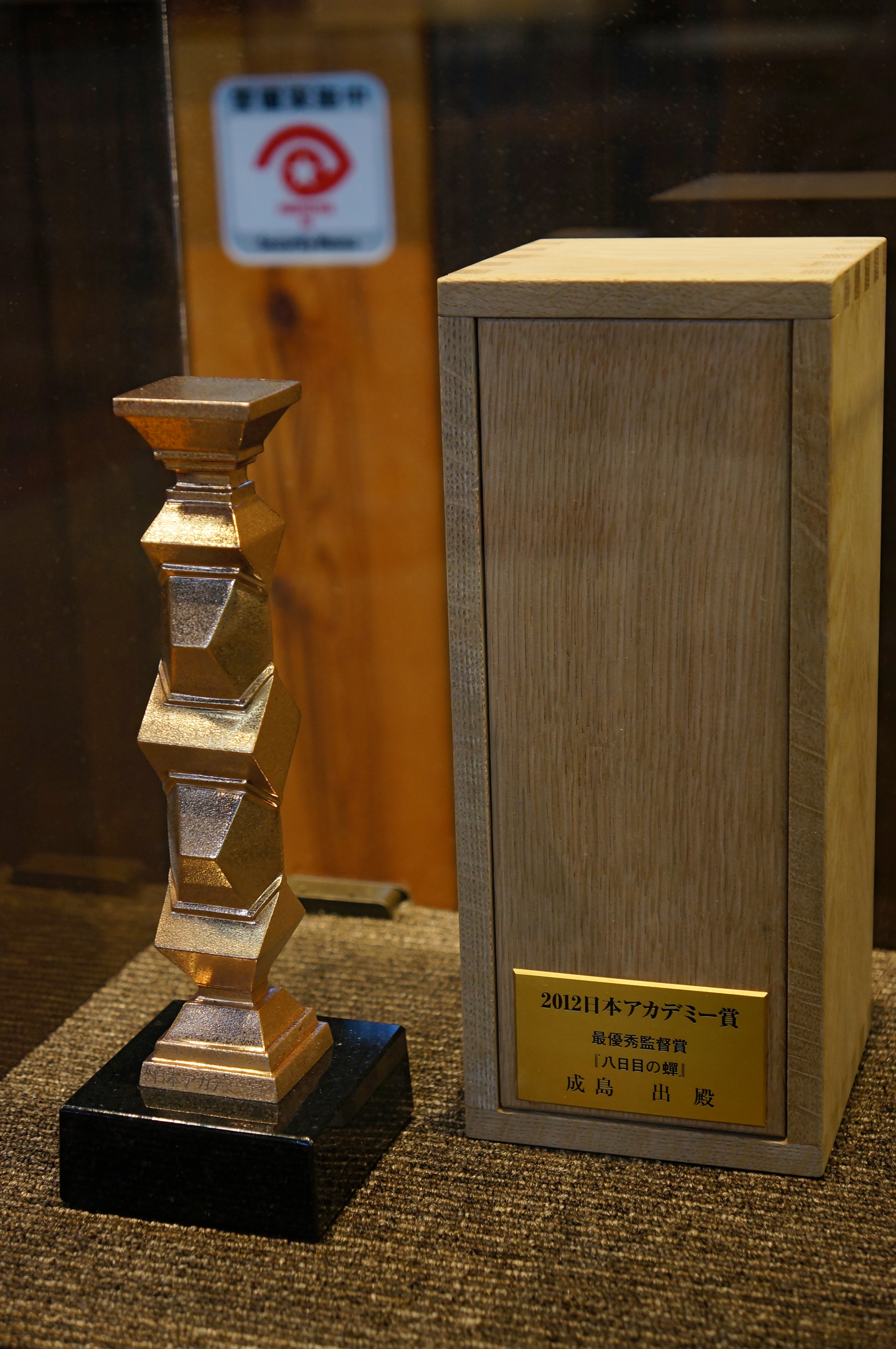
سال2012.جایزه آکادمی ژاپن.جایزه بهترین کارگردانی به ایزورو ناروشیما برای فیلم"یوکامه نو سمی"اهدا شد.

جایزه آکادمی ژاپن برای فیلم برجسته خارجی زبان (انگلیسی: Japan Academy Prize for Outstanding Foreign Language Film)
- ۲۰۱۸ – لا لا لند
  - دانکرک (فیلم ۲۰۱۷)
  - ارقام پنهان
  - دیو و دلبر (فیلم ۲۰۱۷)
  - دوشیزه اسلون
- ۲۰۱۷ – سالی (فیلم ۲۰۱۶)
  - مریخی (فیلم)
  - زوتوپیا
  - جنگ ستارگان: نیرو برمی‌خیزد
  - بازگشته (فیلم ۲۰۱۵)
- ۲۰۱۶ – تک‌تیرانداز آمریکایی (فیلم)
  - کینگزمن: سرویس مخفی
  - مکس دیوانه: جاده خشم
  - اسپکتر (فیلم ۲۰۱۵)
  - ویپلش
- ۲۰۱۵ – منجمد (فیلم ۲۰۱۳)
  - میان‌ستاره‌ای (فیلم)
  - پسران نیوجرسی (فیلم ۲۰۱۴)
  - خشم (فیلم ۲۰۱۴)
  - گودزیلا (فیلم ۲۰۱۴)
- ۲۰۱۴ – بینوایان (فیلم ۲۰۱۲)
  - سه احمق[۱][۲][۳][۴]
  - کاپیتان فیلیپس (فیلم)
  - جنگوی زنجیرگسسته
  - جاذبه (فیلم)
- ۲۰۱۳ – دست‌نیافتنی‌ها
  - آرگو (فیلم ۲۰۱۲)
  - شوالیه تاریکی برمی‌خیزد
  - دختری با خالکوبی اژدها (فیلم ۲۰۱۱)
  - اسکای‌فال
- ۲۰۱۲ – سخنرانی پادشاه
  - ظهور سیاره میمون‌ها
  - مانیبال
  - شبکه اجتماعی (فیلم)
  - قوی سیاه (فیلم ۲۰۱۰)
- ۲۰۱۱ – آواتار (فیلم ۲۰۰۹)
  - تلقین (فیلم)
  - داستان اسباب‌بازی ۳
  - شکست‌ناپذیر (فیلم ۲۰۰۹ ایستوود)
  - مهلکه
- ۲۰۱۰ – گرن تورینو
  - میلیونر زاغه‌نشین
  - بچه جایگزین (فیلم)
  - کشتی‌گیر (فیلم)
  - صخره سرخ (فیلم)
- ۲۰۰۹ – شوالیه تاریکی (فیلم)
  - فهرست باکت (فیلم)
  - جایی برای پیرمردها نیست (فیلم)
  - شهوت، احتیاط
  - صخره سرخ (فیلم)
- ۲۰۰۸ – نامه‌هایی از ایوو جیما
  - دختران رؤیایی (فیلم)
  - بابل (فیلم ۲۰۰۶ آمریکایی)
  - اسپری مو (فیلم ۲۰۰۷)
  - The Bourne Ultimatum
- ۲۰۰۷ – پرچم‌های پدران ما
  - تصادف (فیلم ۲۰۰۴)
  - هتل رواندا
  - دزدان دریایی کارائیب: صندوقچه مرد مرده
  - رمز داوینچی (فیلم)
- ۲۰۰۶ – دختر میلیون‌دلاری
  - مرد سیندرلایی
  - چارلی و کارخانه شکلات‌سازی (فیلم)
  - شبح اپرا (فیلم ۲۰۰۴)
  - جنگ ستارگان قسمت سوم: انتقام سیت
- ۲۰۰۵ – آخرین سامورایی
  - ارباب حلقه‌ها: بازگشت پادشاه (فیلم)
  - رودخانه میستیک
  - سیبیسکوت (فیلم)
  - تروآ (فیلم)
- ۲۰۰۴ – پیانیست (فیلم)
  - شیکاگو (فیلم ۲۰۰۲)
  - ساعت‌ها (فیلم ۲۰۰۲)
  - ارباب حلقه‌ها: دو برج (فیلم)
  -  Yeopgijeogin geunyeo
- ۲۰۰۳ – مهمانی هیولا
  - دارودسته‌های نیویورکی
  - هری پاتر و تالار اسرار (فیلم)
  - من سم هستم
  - ارباب حلقه‌ها: یاران حلقه
- ۲۰۰۲ – بیلی الیوت
  - هوش مصنوعی (فیلم)
  - شکلات (فیلم ۲۰۰۰)
  - هری پاتر و سنگ جادو (فیلم)
  - Postmen in the Mountains
- ۲۰۰۱ – رقصنده در تاریکی
  - زیبایی آمریکایی
  - گلادیاتور (فیلم ۲۰۰۰)
  - مسیر سبز
  - Swiri
- ۲۰۰۰ – حس ششم (فیلم)
  - الیزابت (فیلم)
  - ماتریکس
  - شکسپیر عاشق
  - زندگی زیباست (فیلم ۱۹۹۷)
- ۱۹۹۹ – محرمانه لس آنجلس (فیلم)
  - آرماگدون (فیلم ۱۹۹۸)
  - بهتر از این نمی‌شه
  - ویل هانتینگ خوب
  - نجات سرباز رایان
- ۱۹۹۸ – تایتانیک (فیلم ۱۹۹۷)
  - بیمار انگلیسی (فیلم)
  - درخشش (فیلم ۱۹۹۶)
  - ایر فورس وان (فیلم)
  - هفت سال در تبت (فیلم)
- ۱۹۹۷ – ایل پوستینو: پستچی
  - روز استقلال (فیلم ۱۹۹۶)
  - مأموریت غیرممکن (فیلم)
  - هفت (فیلم ۱۹۹۵)
  - ۱۲ میمون
- ۱۹۹۶ – رستگاری در شاوشنک
  - آپولو ۱۳ (فیلم)
  - پل‌های مدیسون کانتی (فیلم)
  - فارست گامپ
  - لئون حرفه‌ای
- ۱۹۹۵ – فهرست شیندلر
  - پیانو (فیلم)
  - داستان عامه‌پسند
  - سرعت (فیلم ۱۹۹۴)
  - دروغ‌های حقیقی
- ۱۹۹۴ – پارک ژوراسیک (فیلم)
  - پایان نفس‌گیر (فیلم)
  - فراری (فیلم ۱۹۹۳)
  - بهشت و زمین (فیلم ۱۹۹۳)
  - نابخشوده (فیلم ۱۹۹۲)
- ۱۹۹۳ – جی‌اف‌کی (فیلم)
  - عاشق (فیلم ۱۹۹۲)
  - غریزه اصلی
  - بادیگارد (فیلم ۱۹۹۲)
  - A League of Their Own
- ۱۹۹۲ – رقصنده با گرگ‌ها
  - بیداری‌ها (فیلم)
  - دختری به نام نیکیتا
  - سکوت بره‌ها (فیلم)
  - نابودگر ۲: روز داوری
- ۱۹۹۱ – سرزمین رؤیاها
  - جان‌سخت ۲
  - روح (فیلم ۱۹۹۰)
  - سینما پارادیزو
  - یادآوری کامل (فیلم ۱۹۹۰)
- ۱۹۹۰ – جان‌سخت
  - باران سیاه (فیلم آمریکایی)
  - ایندیانا جونز و آخرین جنگ صلیبی
  - Major League
  - مرد بارانی (فیلم ۱۹۸۸)
- ۱۹۸۹ – آخرین امپراتور
  - جذابیت مرگبار
  - غلاف تمام‌فلزی
  - ماه‌زده
  - وال استریت (فیلم ۱۹۸۷)
- ۱۹۸۸ – جوخه (فیلم)
  - هانا و خواهرانش
  - کنار من بمان (فیلم)
  - تاپ گان
  - تسخیرناپذیران
- ۱۹۸۷ – بازگشت به آینده
  - بیگانه‌ها
  - A Chorus Line
  - رنگ ارغوانی (فیلم)
  - خارج از آفریقا
- ۱۹۸۶ – آمادئوس (فیلم)
  - انجمن پنبه
  - میدان‌های کشتار (فیلم)
  - گذرگاهی به هند (فیلم)
  - شاهد (فیلم ۱۹۸۵)
- ۱۹۸۵ – روزی روزگاری در آمریکا
  - ایندیانا جونز و معبد مرگ
  - استعداد ذاتی
  - مردان واقعی (فیلم)
  - شرایط مهرورزی
- ۱۹۸۴ – یک افسر و یک جنتل‌من
  - زن همسایه
  - فلش‌دنس
  - گاندی (فیلم)
  - انتخاب سوفی
- ۱۹۸۳ – ئی.تی. موجود فرازمینی
  - کشتی (فیلم ۱۹۸۱)
  - ارابه‌های آتش
  - روی گلدن پاند
  - راکی ۳
- ۱۹۸۲ – طبل حلبی (فیلم)
  - حضور (فیلم)
  - مرد فیل‌نما (فیلم)
  - مردم معمولی
  - Les Uns et les Autres
- ۱۹۸۱ – کریمر علیه کریمر
  - اینطور چیزها (فیلم)
  - اینک آخرالزمان
  - منهتن (فیلم ۱۹۷۹)
  - تس (فیلم)
- ۱۹۸۰ – شکارچی گوزن
  - درخت چوب سندل
  - Big Wednesday
  - قهرمان (فیلم ۱۹۷۹)
  - The Travelling Players
- ۱۹۷۹ – تابلوی خانواده در صحنه‌ای از زندگی روزانه
  - برخورد نزدیک از نوع سوم
  - دختر خداحافظی
  - جنگ ستارگان (فیلم)
  - نقطه عطف (فیلم ۱۹۷۷)
- ۱۹۷۸ – راکی
  - امید واهی
  - شبکه (فیلم ۱۹۷۶)
  - ضربه محکم
  - Voyage of the Damned